# Franciszek Gągor
Franciszek Gągor (Koniuszowa, 8 september 1951 - Smolensk, 10 april 2010) was een Pools generaal en chef van de Generale Staf van het Poolse leger tussen 2006 en 2010.
Hij was een belangrijk lid van het Poolse leger bij de toetreding van Polen tot de NAVO, aangezien hij de leiding nam over de eerste ronde van het NAVO-defensie planningsproces voor Polen. In 1997 werd hij benoemd tot brigadier generaal. Op 27 februari 2006 werd hij chef van de generale staf van het Poolse leger kort daarna werd hij benoemd tot generaal van de Poolse strijdkrachten. Gągor kwam om bij de vliegramp bij Smolensk.

## Militaire carrière
- Tweede luitenant (Podporucznik): 1973
- Eerste luitenant (Porucznik): 1976
- Kapitein (Kapitan): 1980
- Majoor (Major): 1985
- Luitenant-kolonel (Podpułkownik): 1989
- Kolonel (Pułkownik): 1993
- Brigadegeneraal (Generał brygady): 1997
- Generaal-majoor (Generał dywizji): 2003
- Luitenant-generaal (Generał broni): 2006
- Generaal (Generał): 2006

## Onderscheidingen
Selectie:
- Orde Polonia Restituta
  - Grootkruis in 2010 (postuum)
  - Officierskruis in 2005
  - Ridderkruis in 1998
- Kruis van Verdienste (Polen)
- Medal Siły Zbrojne w Służbie Ojczyzny
- Medal Za Zasługi dla Obronności Kraju
- Commandeur in het Legioen van Eer op 17 december 2008
- Commander in het Legioen van Verdienste (Verenigde Staten) op 22 mei 2008
- Grootkruis in de Orde van Verdienste (Portugal) op 1 september 2008